# سینتیا لین
سینتیا لین (انگلیسی: Cynthia Lynn; زاده ۲ آوریل ۱۹۳۶ – درگذشته ۱۰ مارس ۲۰۱۴) هنرپیشه اهل ایالات متحده آمریکا بود.
از فیلم‌ها یا برنامه‌های تلویزیونی که وی در آن نقش داشته‌است می‌توان به داستان وقت خواب اشاره کرد.